# CHC家庭影院频道
CHC家庭影院频道，是由电影频道节目中心（CCTV-6）开办的中国首个数字付费电影频道，于2003年9月通过卫星传输在中国大陆范围内播出。该频道全天24小时不间断播出，每天连续播出14-15部剧情片，所有影片均配有简体中文字幕和普通话配音。2017年6月16日起，转为高清播出。

## 主题时段
- 首播影片：每天22:00首播
- 黄金国片：每周三至周五19:00播出一部中国国产大片
- 周末精选：每周六22:00播出一部海外新片
- 月度经典：每月首周日17:00播出一部经典影片